# Radojko Obradović
Radojko Obradović (en serbe cyrillique : Радојко Обрадовић ; né le 27 juin 1966 à Zemun) est un homme politique serbe. Il est membre du Parti démocratique de Serbie (DSS) et député à l'Assemblée nationale de la République de Serbie.
Radojko Obradović a été deux fois vice-président de cette Assemblée.

## Carrière
Aux élections législatives du 28 décembre 2003, Radojko Obradović figure sur la liste du Parti démocratique de Serbie (DSS) de Vojislav Koštunica, qui obtient 17,72 % des suffrages et envoie 53 représentants à l'Assemblée nationale de la République de Serbie ; Obradović est élu député.
Aux élections législatives du 21 janvier 2007, il figure à nouveau sur la liste du DSS, allié au parti Nouvelle Serbie (NS). La liste obtient 16,55 % des voix et 47 députés. Radojko Obradović renouvelle ainsi son mandat parlementaire et, le 8 mai 2007, il devient l'un des vice-présidents de l'Assemblée.
Aux élections législatives anticipées du 11 mai 2008, il figure encore une fois sur la liste conjointe du DSS et du NS, qui obtient 11,61 % des suffrages et envoie 30 représentants à l'Assemblée ; Radojko Obradović devient une nouvelle fois député et est réélu à la vice-présidence de l'Assemblée.
Aux élections législatives du 6 mai 2012, il figure sur la liste du Parti démocratique de Serbie qui se présente seul devant les électeurs. Avec 6,99 % des suffrages, le parti obtient 21 représentants à l'Assemblée ; le mandat parlementaire de Radojko Obradović est renouvelé.
À l'Assemblée, il est vice-président de la Commission des finances, du budget de l'État et des dépenses publiques et participe aux travaux de la Commission de l'économie, du développement régional, du commerce, du tourisme et de l'énergie. Il est également membre suppléant de la délégation serbe à l'Assemblée parlementaire du Conseil de l'Europe.